# Bithynia (slak)
Bithynia is een geslacht van weekdieren uit de klasse van de Gastropoda (slakken).

## Soorten
- Bithynia almerai Almera, 1894 †
- Bithynia berthelini Depéret, 1894 †
- Bithynia boissieri (Küster, 1852)
- Bithynia brusinai Halaváts, 1903 †
- Bithynia budinici Brusina, 1902 †
- Bithynia candiota (Westerlund, 1886)
- Bithynia cerameopoma (Benson, 1830)
- Bithynia cettinensis Clessin, 1887
- Bithynia clessini Brusina, 1884 †
- Bithynia cretensis Glöer & Maassen, 2009
- Bithynia croatica Pilar, 1874 †
- Bithynia cyclostoma (Rousseau, 1842) †
- Bithynia danubialis Glöer & Georgiev, 2012
- Bithynia dunkeri Gude, 1913 †
- Bithynia forcarti Glöer & Pešić, 2012
- Bithynia fuchsi Willmann, 1981 †
- Bithynia ghodaghodiensis Glöer & Bössneck, 2013
- Bithynia giralanensis Oppenheim, 1919 †
- Bithynia glabra (Zieten, 1832) †
- Bithynia graeca (Westerlund, 1879)
- Bithynia hambergerae A. Reischütz, N. Reischütz & P. L. Reischütz, 2008
- Bithynia jurinaci Brusina, 1884 †
- Bithynia leachii (Sheppard, 1823)
- Bithynia leberonensis Fischer & Tournouër, 1873 †
- Bithynia lithoglyphoides (Nesemann & G. Sharma, 2007)
- Bithynia majorcina Glöer & Rolán, 2007
- Bithynia marasinica Andrusov, 1909 †
- Bithynia mazandaranensis Glöer & Pešić, 2012
- Bithynia mediocris Ludwig, 1865 †
- Bithynia minor Locard, 1878 †
- Bithynia montenegrina Wohlberedt, 1901
- Bithynia mostarensis Möllendorff, 1873
- Bithynia multicostata Tchernov, 1975 †
- Bithynia numidica Bourguignat, 1864
- Bithynia orcula Frauenfeld, 1862
- Bithynia pesicii Glöer & Yildirim, 2006
- Bithynia phialensis (Conrad, 1852)
- Bithynia phrygica (Fischer in Tchihatcheff, 1866) †
- Bithynia pilari Neumayr in Neumayr & Paul, 1875 †
- Bithynia pisidica Oppenheim, 1919 †
- Bithynia podarensis (Pană in Pană et al., 1981) †
- Bithynia pontica Gozhik, 2002 †
- Bithynia prespensis Hadžišče, 1963
- Bithynia prestoni Glöer & Bössneck, 2013
- Bithynia protemmericia Willmann, 1981 †
- Bithynia pseudemmericia Schütt, 1964
- Bithynia pulchella (Benson, 1836)
- Bithynia radomani Glöer & Pešić, 2007
- Bithynia raptiensis Glöer & Bössneck, 2013
- Bithynia reharensis Glöer & Bössneck, 2013
- Bithynia rubella Schütt in Schütt & Besenecker, 1973 †
- Bithynia rubens (Menke, 1830)
- Bithynia sabbae Gozhik, 2002 †
- Bithynia schuetti Schlickum & Strauch, 1974 †
- Bithynia sermenazensis Depéret, 1894 †
- Bithynia shapkarevi Glöer, Shoreva & Slavevska-Stamenković, 2015
- Bithynia sibirica Westerlund, 1886
- Bithynia sistanica (Annandale & Prashad, 1919)
- Bithynia skadarskii Glöer & Pešić, 2007
- Bithynia starmuehlneri Glöer & Pešić, 2012
- Bithynia stenothyroides (Dohrn, 1857)
- Bithynia subbaraoi Glöer & Bössneck, 2013
- Bithynia tentaculata (Linnaeus, 1758)
- Bithynia timmii Odabaşı & Arslan, 2015
- Bithynia transsilvanica Bielz, 1853
- Bithynia ungeri (Rolle, 1860) †
- Bithynia veneria Fontannes, 1881 †
- Bithynia verneuili (Mayer, 1856) †
- Bithynia verrii de Stefani, 1880 †
- Bithynia vukotinovici Brusina, 1874 †
- Bithynia yildirimii Glöer & Georgiev, 2012
- Bithynia zeta Glöer & Pešić, 2007
- Bithynia zoranici Brusina, 1902 †